# 中山天神社
中山天神社（なかやまてんじんしゃ）は、岡山県井原市芳井町東三原にある神社である。

## 概要・沿革
1395年（応永2年）、藤原秀郷の子孫である田中市之進が、小彦名命を勧請し天神と奉称したことが始まりと言われる。その後、1461年（寛正2年）に備後国納所村（現在の広島県三原市）桜山城主の三原豊後守廣吉が落ち延びて来て三原三郎四朗と称し、東川手村を東三原村と改め、神社名を中山天神社とし氏神とした。

## アクセス
- 道路：岡山県道・広島県道9号芳井油木線沿い。
- 駐車場：なし（県道路肩に駐車なら約20台）